# Columnata del Louvre

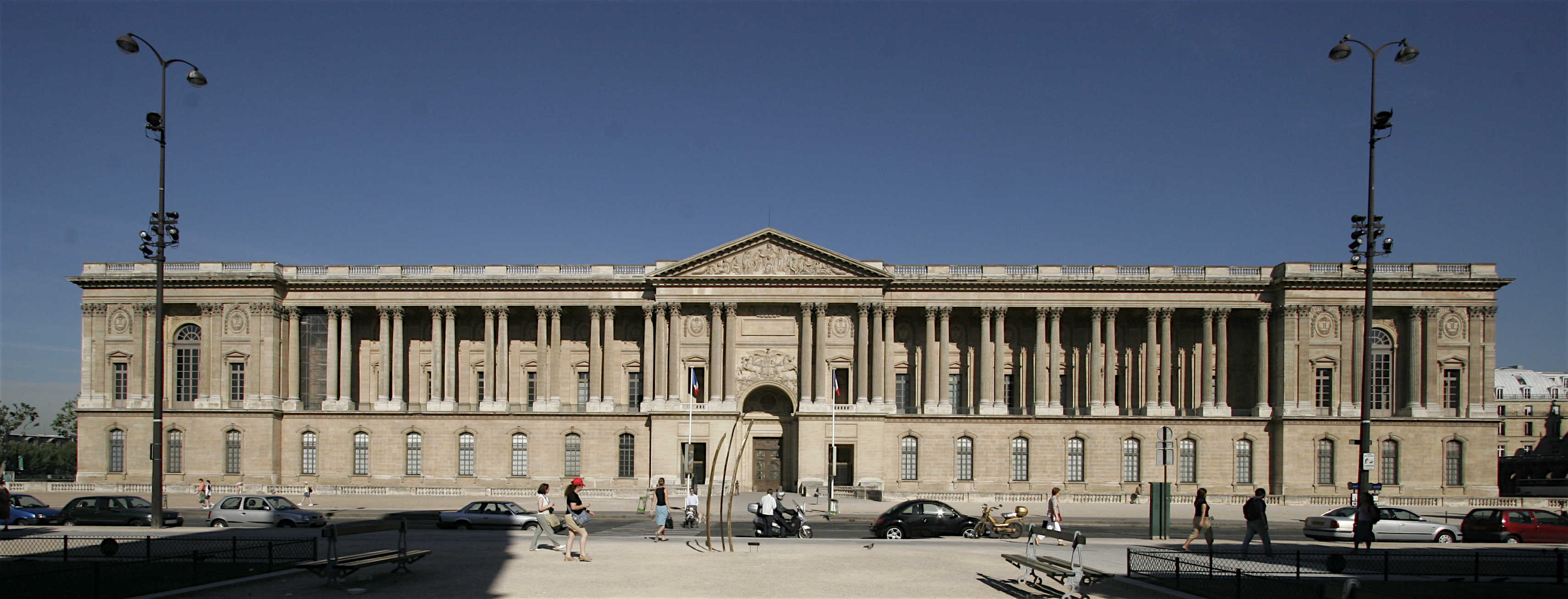
Vista frontal de la columnata.

La columnata del Louvre, también conocida como columnata de Claude Perrault, es la fachada oriental del Palacio del Louvre situado en París, Francia. Realizada principalmente entre 1667 y 1670, ha sido considerada la obra más importante de la arquitectura clasicista francesa desde su construcción. Diseñada en un estilo barroco clasicista comedido, interpreta las reglas establecidas por el antiguo arquitecto romano Vitruvio, cuyas obras Perrault había traducido al francés. El arquitecto Louis Le Vau y el artista Charles Le Brun también contribuyeron a la realización de la obra de Perrault.

## Descripción

Grabado de la fachada este de Architecture françoise de Blondel, 1756.

En el fresco clasicismo de Perrault, que se inspira en la arquitectura del siglo XVI, se puede identificar poco que pueda ser considerado barroco. La fachada, dividida en cinco partes, es una solución típica del clasicismo francés. El carácter simple de la planta baja hace contrastar las columnas corintias geminadas, modeladas siguiendo estrictamente a Vitruvio, sobre un vacío en sombra, con pabellones en los extremos. La idea de las columnas geminadas sobre un alto podio se remonta a Bramante. Estas columnas rítmicas forman una columnata sombreada con una entrada central con forma de arco de triunfo con frontón elevada sobre una base alta y de aspecto defensivo. Coronada por una balaustrada italiana a lo largo de su techo plano claramente no francés, todo el conjunto representa un innovador giro en la arquitectura francesa.

## Historia

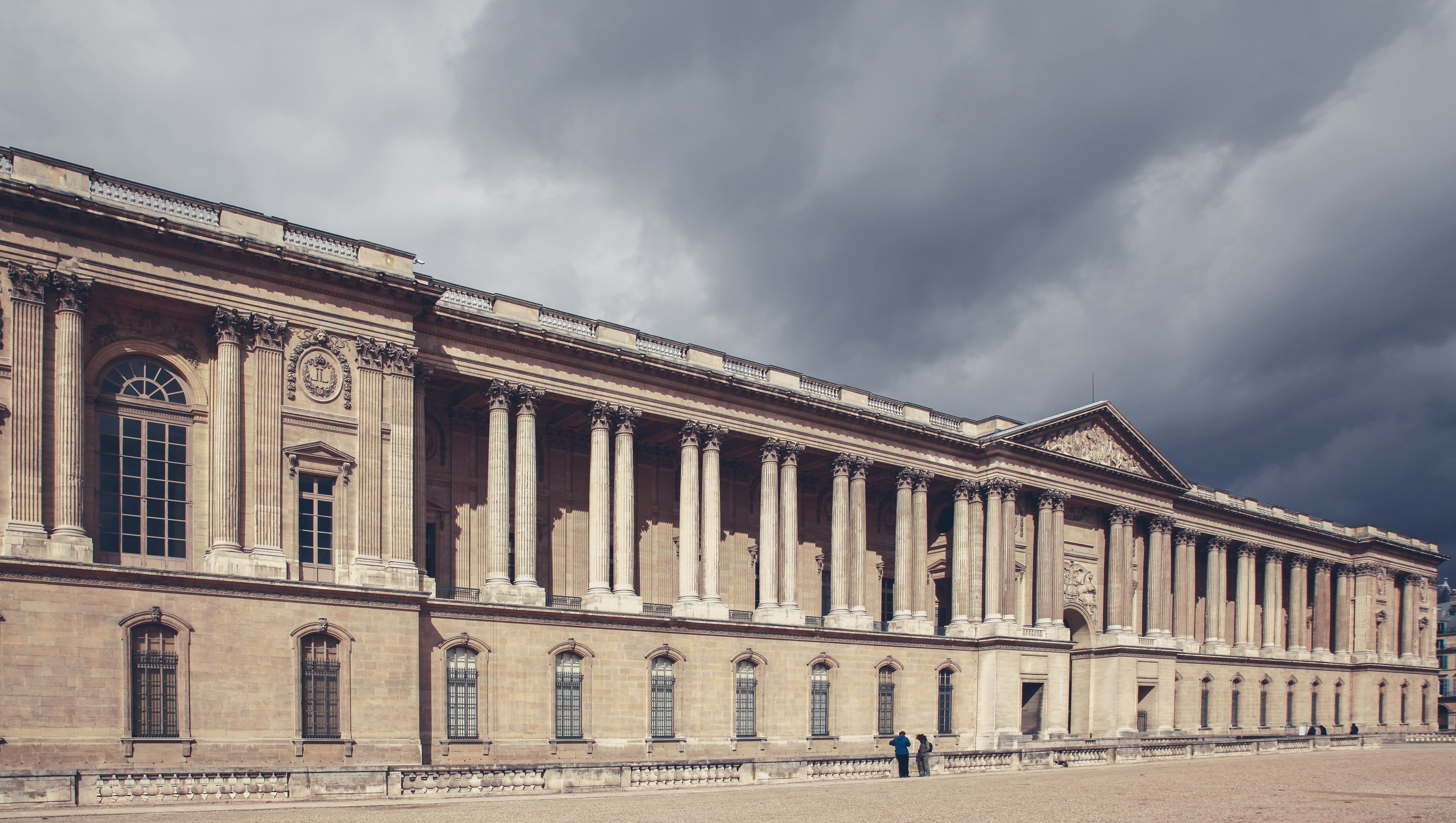
La columnata en 2013.

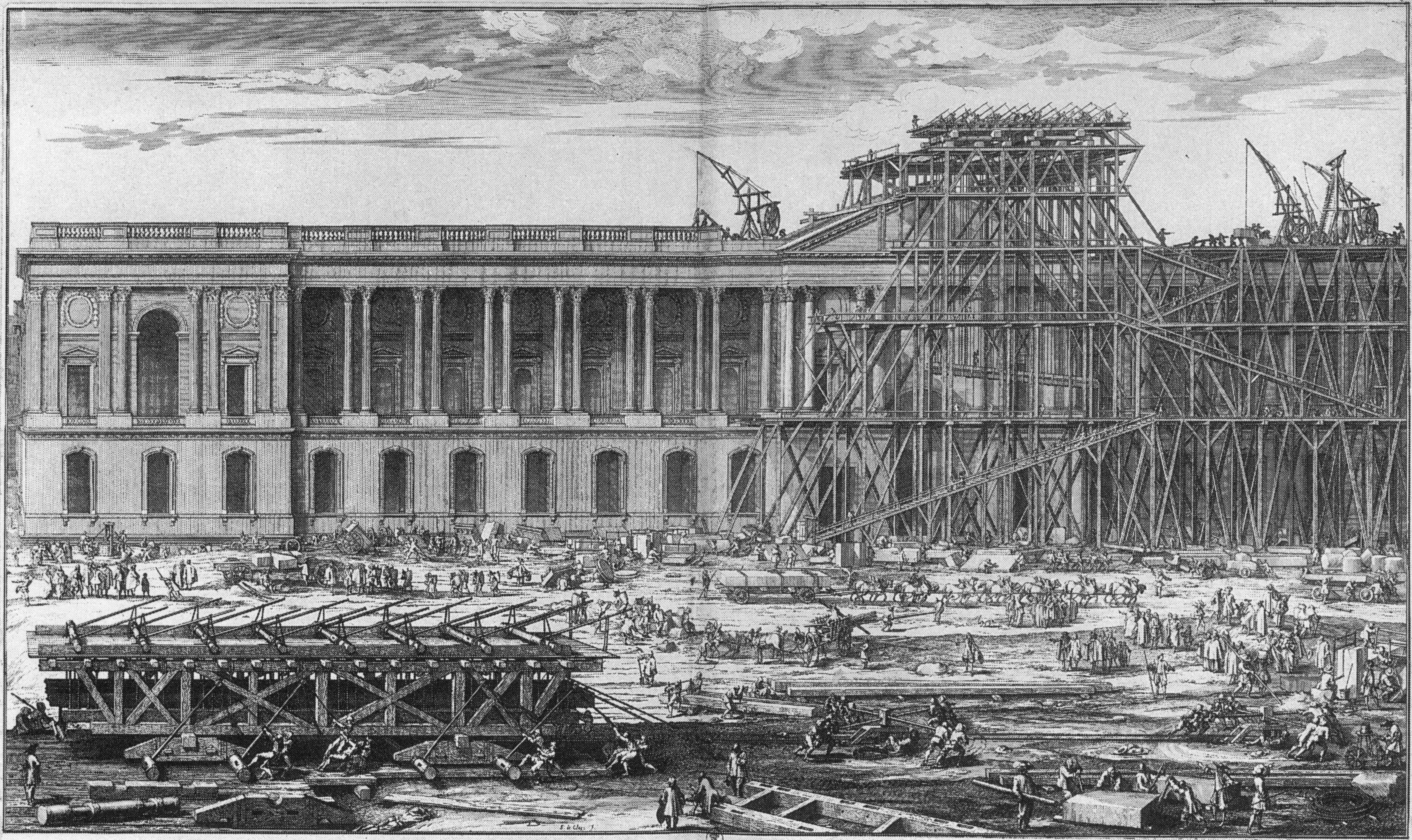
El levantamiento de las piedras del frontón del Louvre, 1674, grabado de Sébastien Leclerc.

Perrault (1613–1688) ganó la competición convocada por Luis XIV para el diseño de la fachada este del Palacio del Louvre, ganando entre otros a Gian Lorenzo Bernini, que había viajado a París desde Italia expresamente por este motivo. Esta obra ocupó a Perrault desde 1665 hasta 1680, y estableció su reputación: esta columnata diseñada con severidad hacia la Place du Louvre (en la cual se demolieron varios edificios como el Hôtel du Petit-Bourbon para proporcionar el espacio necesario) fue ampliamente alabada.
En 1964, el Ministro de Cultura francés, André Malraux, ordenó el excavación del foso seco frente a la columnata de Perrault. Un rasgo característico de la arquitectura clásica francesa, aparece en casi todos los proyectos y primeros dibujos de la fachada este, y su reexcavación reveló el soubassement o podio original (véase el grabado del libro de Blondel). El foso pudo haber sido rellenado en torno a 1674 para facilitar la construcción (véase el grabado de Sébastien Leclerc) y no restaurado debido a la falta de fondos para construir la contrescarpe después de que la atención de Luis XIV pasara al Palacio de Versalles. Sin embargo, en 1981 Germain Bazin opinó que la reconstrucción del foso fue equivocada, dado que por razones estéticas Luis XIV nunca lo había querido.

## Influencia
Durante siglos, la columnata de Perrault fue un modelo para muchos edificios grandiosos en Europa y América, entre los que destacan:
- La parte central de las fachadas este y oeste del Capitolio de los Estados Unidos (1792-1811) en Washington D. C.[3]
- La Biblioteca Raczyński (1822–1828) en Poznań
- El Museo Metropolitano de Arte (1874) en Nueva York
- La Estación Pensilvania original (1910) en Nueva York
- La War Memorial Opera House (1932) en San Francisco